# یوجی تاکادا
یوجی تاکادا (انگلیسی: Yūji Takada؛ زادهٔ ۱۰ ژانویهٔ ۱۹۶۰) بازیگر، و صداپیشگی در ژاپن اهل ژاپن است.